# سوفی دیدیکام
سوفی دیدیکام (انگلیسی: Sophie Dedekam; ۱ آوریل ۱۸۲۰ – ۱ ژوئن ۱۸۹۴) آهنگساز اهل نروژ بود.